# Diocese de Lichfield
A Diocese de Lichfield (em latim: Dioecesis Lichfeldensis, em inglês:  Diocese of Lichfield) é uma diocese da Igreja da Inglaterra na Província da Cantuária, Inglaterra. A sé do bispo está localizada na Catedral da Bem-Aventurada Virgem Maria e São Chade na cidade de Lichfield. A diocese cobre 4.516 km2 de vários condados: quase todo Staffordshire, norte de Shropshire, uma porção significativa de West Midlands e porções muito pequenas de Warwickshire e Powys (País de Gales).

## História

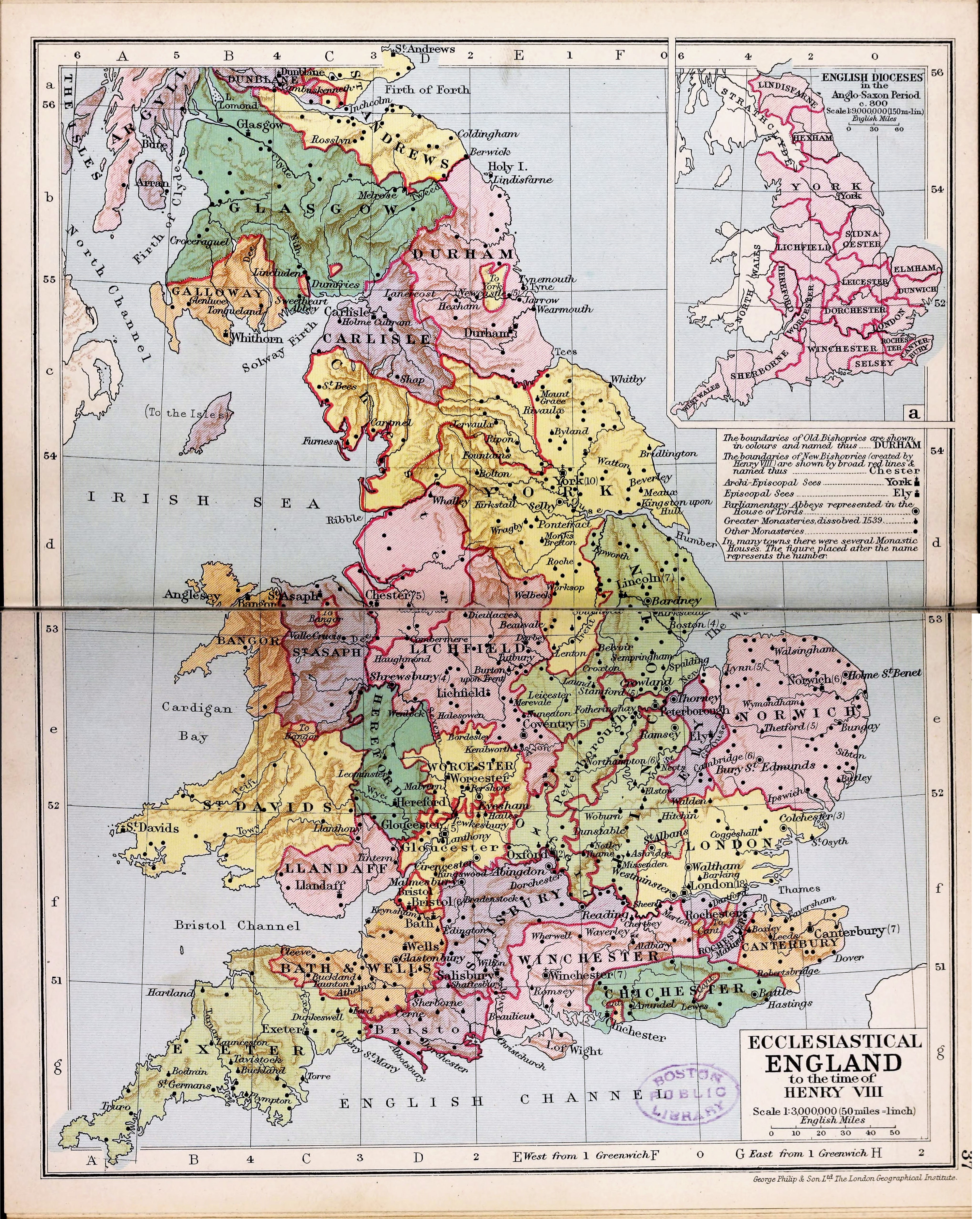
Um mapa das dioceses inglesas durante o reinado de Henrique VIII, do novo atlas histórico de Phillips (1920)

A Diocese de Mércia foi criada por Diuma por volta de 656 e a sé foi estabelecida em Lichfield em 669 pelo então bispo, Ceada (mais tarde São Chade), que construiu um mosteiro lá. No Concílio de Chelsea em 787, o bispo Higeberto foi elevado ao posto de arcebispo e recebeu autoridade sobre as dioceses de Worcester, Leicester, Lindsey, Hereford, Elmham e Dunwich. Isso se deveu à persuasão do rei Ofa de Mércia, que queria um arcebispo para rivalizar com Cantuária. Com a morte de Ofa em 796, no entanto, o Papa removeu o posto arquiepiscopal e restaurou as dioceses à autoridade de Cantuária. Em 803, o Concílio de Clovesho aceitou esta decisão.
Durante o século IX, a diocese foi devastada pelos vikings. A própria Lichfield não tinha muros e havia se tornado bastante pobre, então o bispo Pedro mudou a sé para a fortificada e mais rica Chester em 1075. Seu sucessor, Robert de Limesey, transferiu-a para Coventry e a diocese foi renomeada Diocese de Coventry e Lichfield. Nesta fase, também cobria Derbyshire e a maior parte de Warwickshire. Em 1539, a sé foi transferida de volta para Lichfield e o nome foi revertido para se tornar Diocese de Lichfield e Coventry.
A diocese foi uma das maiores da Inglaterra medieval e foi dividida em cinco arquidiaconatos coincidindo aproximadamente com os condados constituintes ou partes de condados: Chester (abrangendo Cheshire e sul de Lancashire), Coventry, Derby, Salop e Stafford. Em 1541, a Diocese de Chester foi criada e as paróquias no sul de Lancashire, Cheshire, Denbighshire e Flintshire foram transferidas para a nova diocese. Em 24 de janeiro de 1837, o arquidiaconato de Coventry foi transferido para a Diocese de Worcester e o bispo, a sé e a diocese de Lichfield e Coventry foram renomeados Lichfield. Em 1891, o bispo de Coventry tornou-se uma sé sufragânea (1891-1903), em 1918 uma nova Diocese de Coventry foi recriada.
Em 1848, a Diocese de Lichfield ganhou o território de Wolverhampton, anteriormente sob o reitor independente da Royal Peculiar St Peter's Collegiate Church da cidade.
Em 1884, o arquidiaconato de Derby foi transferido para a nova Diocese de Southwell. Em 1877, parte do arquidiaconado de Stafford tornou-se o arquidiaconato de Stoke-upon-Trent (agora geralmente chamado apenas de Stoke) e em 1981 o restante foi renomeado para arquidiaconato de Lichfield. Em 1997, outra parte do arquidiaconato (de Lichfield) foi removida para formar o novo arquidiaconato de Walsall, abrangendo Trysull, Walsall, Wednesbury, West Bromwich e Wolverhampton.

## Bispos
O bispo diocesano é auxiliado pelos bispos da área de Shrewsbury (responsável pela arquidiaconaria de Salop), Stafford (responsável pela arquidiaconaria de Stoke) e Wolverhampton (responsável pelas arquidiaconarias de Lichfield e Walsall). A sé de Shrewsbury existiu de 1888 a 1905, sendo então recriada em 1940; a sé de Stafford foi criada em 1909, e a sé de Wolverhampton em 1979. O esquema da área diocesana foi instituído em 1992.
Em 2022, foi anunciado que a sé sufragânea de Oswestry na diocese seria usada como visitador episcopal provincial (para paróquias anglo-católicas tradicionalistas na metade ocidental da província da Cantuária que rejeitam o ministério das mulheres).  Em 2 de fevereiro de 2023, Paul Thomas se tornou o primeiro bispo de Oswestry e foi consagrado bispo.
Há também dois bispos aposentados residentes na diocese (ou perto dela) que estão licenciados para servir como bispos assistentes honorários:
- 2020–presente: Jan McFarlane, ex-bispo de Repton, é reitor de Lichfield;
- 2005–presente: Iraj Mottahedeh é um bispo diocesano aposentado do Irã que mora em Church Aston, Shropshire, e também é licenciado na diocese vizinha de Birmingham.[10]